# Bruno Massot
Pour les articles homonymes, voir Massot.
Bruno Massot (né le 28 janvier 1989 à Caen) est un patineur franco-allemand de couple artistique. Il est champion de France 2012 de sa discipline, avec son ancienne partenaire Daria Popova.
Il concourt depuis 2015 pour l'Allemagne avec Aljona Savchenko avec qui il devient champion d'Allemagne en 2016, double vice-champion d'Europe (2016 et 2017), champion olympique aux Jeux de 2018 et champion du monde (2018).

## Biographie

### Carrière individuelle

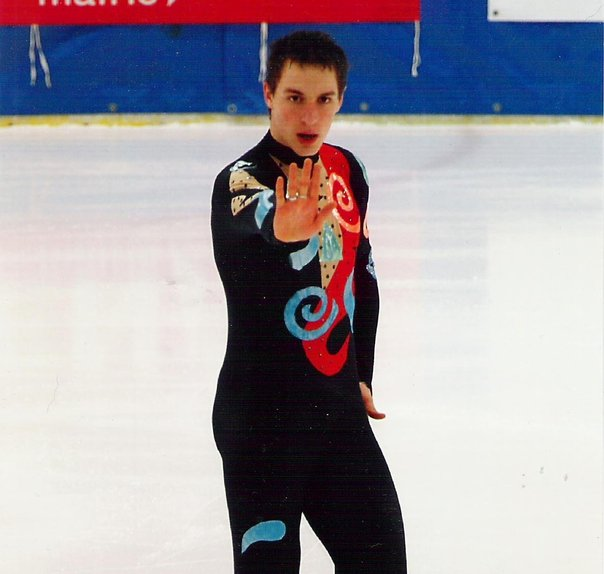
Bruno Massot

Bruno a commencé le patinage à l'âge de 7 ans au club Acsel de Caen. Il est vite repéré par son entraîneur Jean-François Ballester qui remarque un certain potentiel. Il fait sa première compétition à Louviers (coupe Porte de l'eau) et patine en individuel de 1996 à 2007.
Pendant sa carrière individuelle, il participe notamment à plusieurs championnats de France junior (8e en 2005, 8e en 2006 et 4e en 2007). Au cours de la saison 2006/2007, il patine à deux grand-prix ISU junior à Budapest et Mexico, ainsi qu'aux championnats de France élites à Orléans où il prend la 16e place. À l'issue de la saison, il décide de s'orienter vers le patinage par couple.

### Carrière avec Camille Foucher (2007-2009)
Bruno Massot patine depuis 2007 dans la catégorie des couples artistiques. Il commence sa nouvelle discipline avec Camille Foucher. Ensemble, ils deviennent champion de France junior, médaillés de bronze aux championnats de France élites 2008 à Megève, et participent aux championnats du monde junior de février 2008 à Sofia (18e).
Lors de leur seconde saison, ils obtiennent des résultats assez similaires à la saison précédente ; champions de France junior pour la seconde fois, médaillés de bronze aux championnats de France élites 2009 à Colmar pour la seconde fois également, et 14e aux championnats du monde junior de février 2009 à Sofia. Le couple se sépare à l'issue de la saison, et Brunot Massot est à la recherche d'une nouvelle partenaire lors de la saison 2009/2010.

### Carrière avec Anne-Laure Letscher (2010-2011)

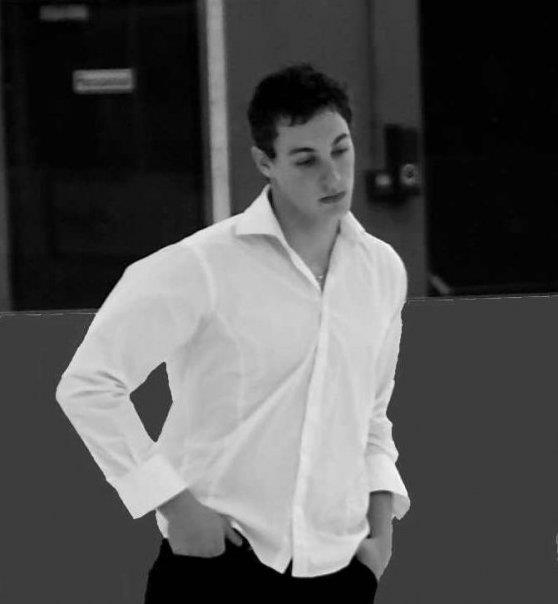
Bruno Massot en 2011.

Bruno Massot trouve en la personne d'Anne-Laure Letscher une nouvelle partenaire pour la saison 2010/2011. Le nouveau couple formé participe aux championnats de France 2011 à Tours. Anne-Laure Letscher se blesse à la cheville lors du programme libre à la réception d'un saut lancé, ce qui l'oblige à l'interrompre pendant plusieurs minutes. Elle reprend néanmoins le programme, ce qui leur permet d'obtenir la médaille de bronze. Leur collaboration se termine rapidement dès février 2011.

### Carrière avec Daria Popova (2011-2014)

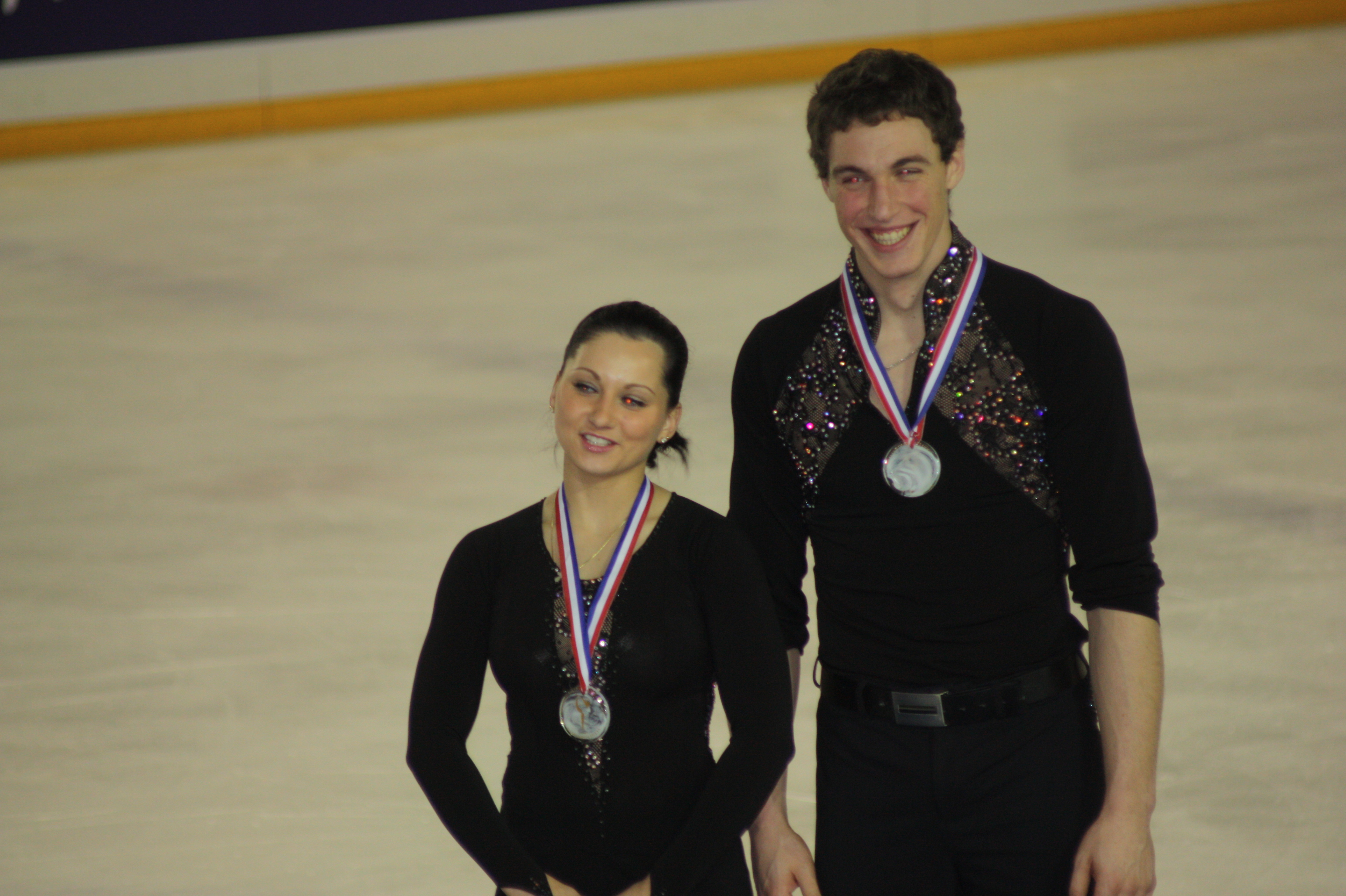
Bruno Massot et Daria Popova aux championnats de France 2012 à Dammarie-lès-Lys

Bruno Massot change pour la troisième fois de partenaire. Il patine désormais avec une patineuse russe, Daria Popova, avec qui il remporte le titre national à Dammarie-lès-Lys en décembre 2011. Cette performance leur permet de participer à leurs premiers championnats d'Europe, en janvier 2012 à Sheffield où ils prennent la 8e place. Mais s'étant placés derrière l'autre couple français Vanessa James & Morgan Ciprès à cette compétition européenne, ils ne peuvent représenter l'hexagone aux championnats du monde de mars 2012 à Nice, la France ne disposant que d'une seule place dans la catégorie des couples artistiques.
Pour leur deuxième saison ensemble, Bruno Massot & Daria Popova patinent pour la première fois à deux épreuves du Grand Prix ISU ; d'abord le skate Canada en octobre (5e) puis le Trophée Bompard en novembre (7e). Ils perdent le titre national en décembre à Strasbourg au profit de Vanessa James & Morgan Ciprès, et doivent se contenter de la médaille d'argent. Aux championnats d'Europe de janvier 2013 à Zagreb, ils progressent d'une place en se classant 7e.
La saison olympique de 2013/ 2014 s'ouvre par une 8e place à la Coupe de Chine, mais aussi par deux forfaits pour le Trophée Bompard et les championnats de France à Vaujany. Le couple revient à la compétition lors des championnats d'Europe de janvier 2014 à Budapest, mais quitte le top 10 européen en ne prenant que la 11e place. Bruno Massot & Daria Popova ne peuvent pas participer aux Jeux olympiques d'hiver de février 2014 à Sotchi, la France n'ayant qu'une seule place, et celle-ci est réservée au couple champion de France. Ils participent néanmoins pour la première fois aux championnats du monde, en mars 2013 à Saitama et prennent la 15e place mondiale.
Dès la fin des mondiaux, Bruno Massot annonce qu'il accepte la proposition de la quintuple championne du monde allemande Aljona Savchenko de devenir son nouveau partenaire. La fédération française ne répond pas à Savchenko qui veut savoir si elle peut changer une deuxième fois de nationalité, et fait obstacle au départ du Français. Le nouveau couple ainsi formé veut patiner pour l'Allemagne.

### Carrière avec Aljona Savchenko (2014-2018)

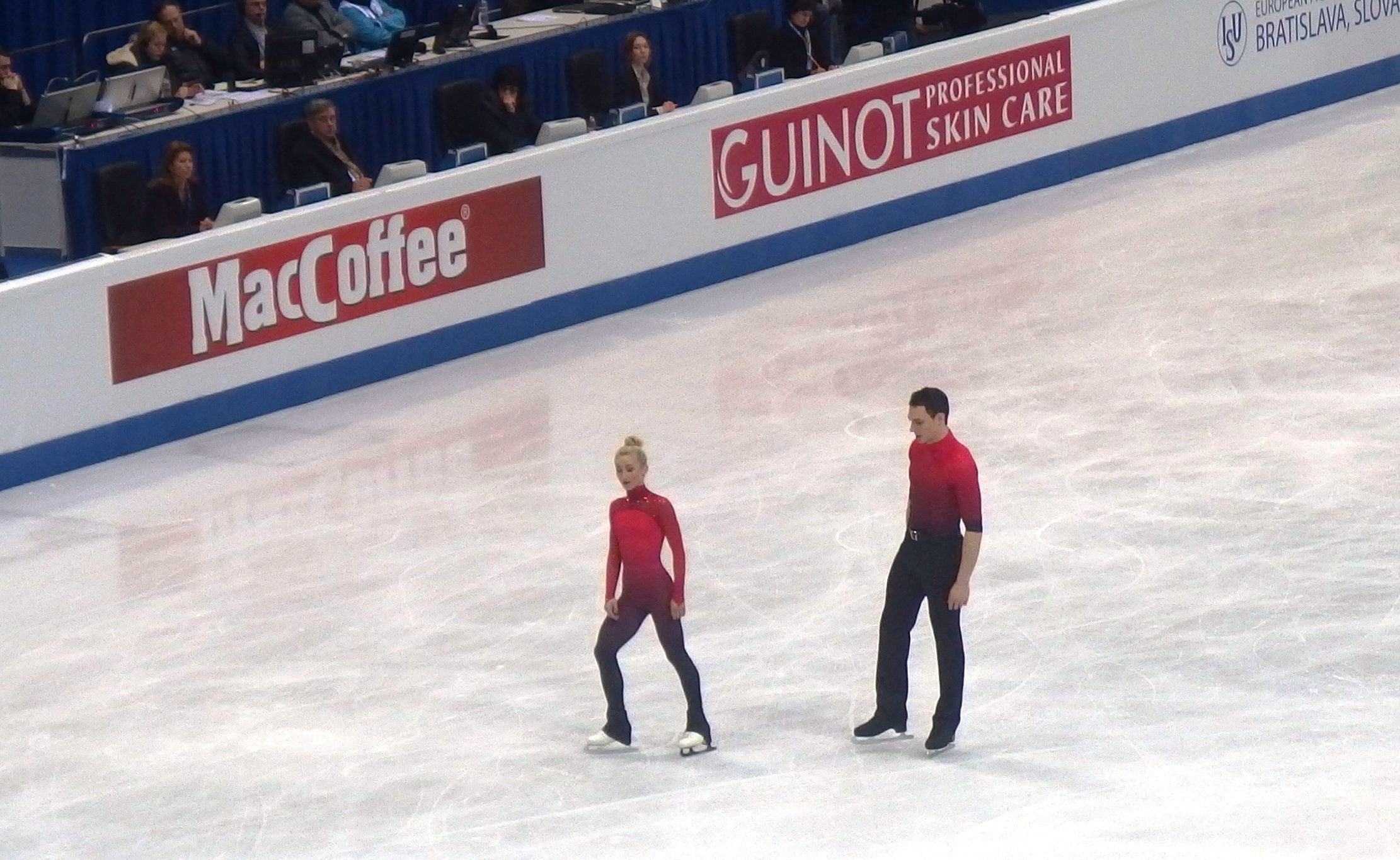
Savchenko et Massot aux championnats d’Europe 2016.

Le nouveau couple formé ne peut patiner à aucune compétition internationale pendant la saison 2014/2015 et doit attendre l'accord de la FFSG pour que Bruno puisse patiner pour l'Allemagne. L'accord arrive le 26 octobre 2015. Bruno Massot aura dû toutefois apprendre précipitamment les rudiments de l'allemand pour avoir la nationalité allemande in extremis ! En effet l'appât du gain de médailles facilita grandement l'accélération de la procédure. Dès décembre, le couple devient champion d'Allemagne à Essen, puis vice-champion d'Europe à Bratislava en janvier 2016.
En 2018, ils deviennent champions olympiques à Pyeongchang en Corée du Sud. 4es au classement à l'issue du programme court, ils remportent la compétition à la suite d'un remarquable programme libre, battant le record du monde de points.

## Galerie d'images

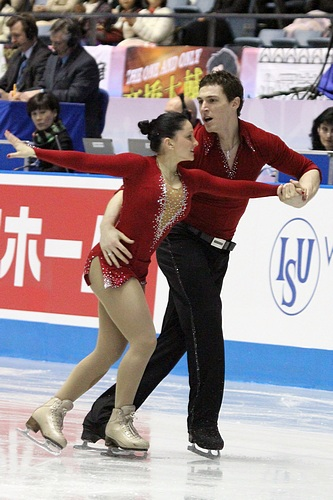
Popowa et Massot au World Team Trophy 2012.
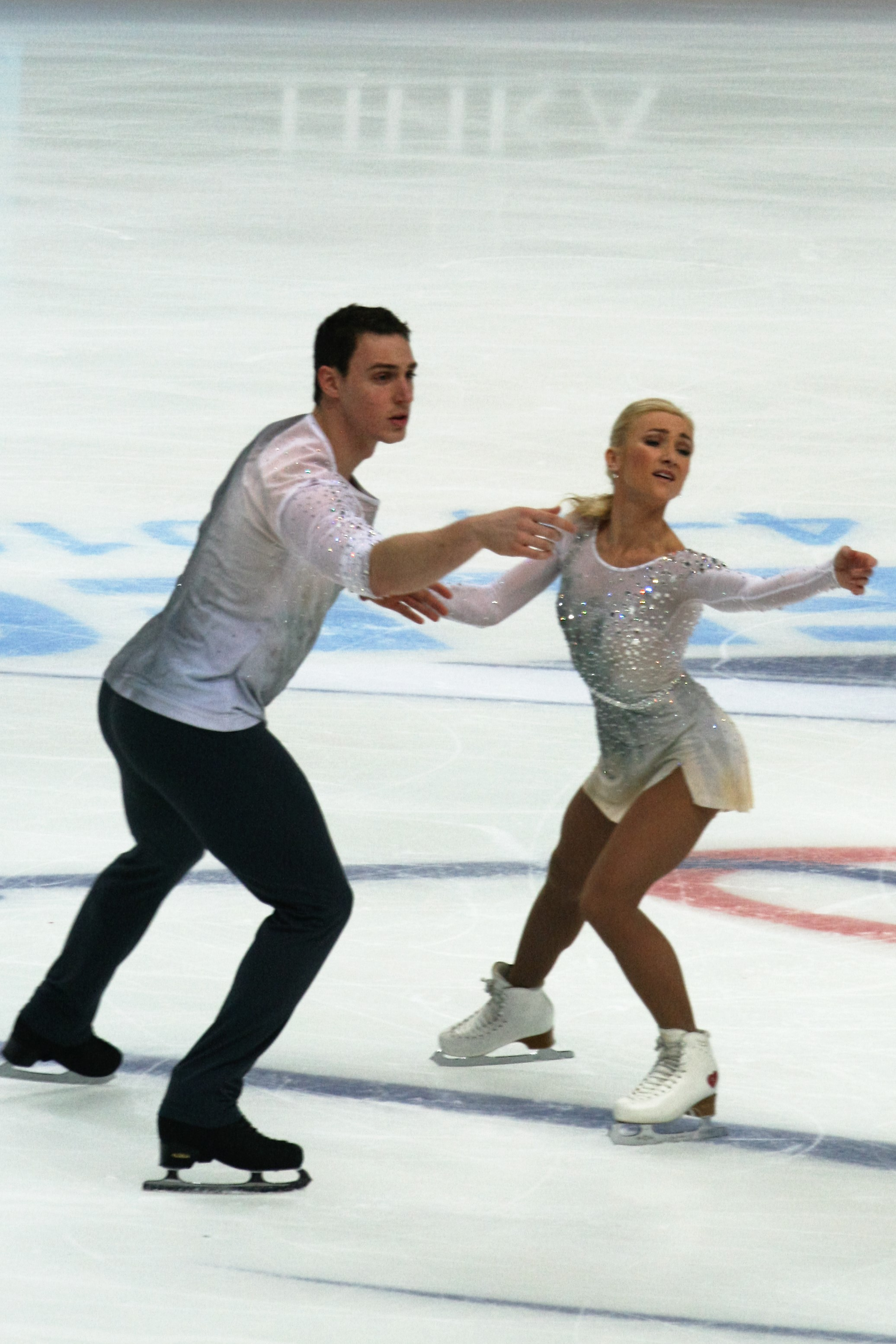
Avec Aliona Savchenko, le programme libre Phare au Rostelecom Cup de 2016.
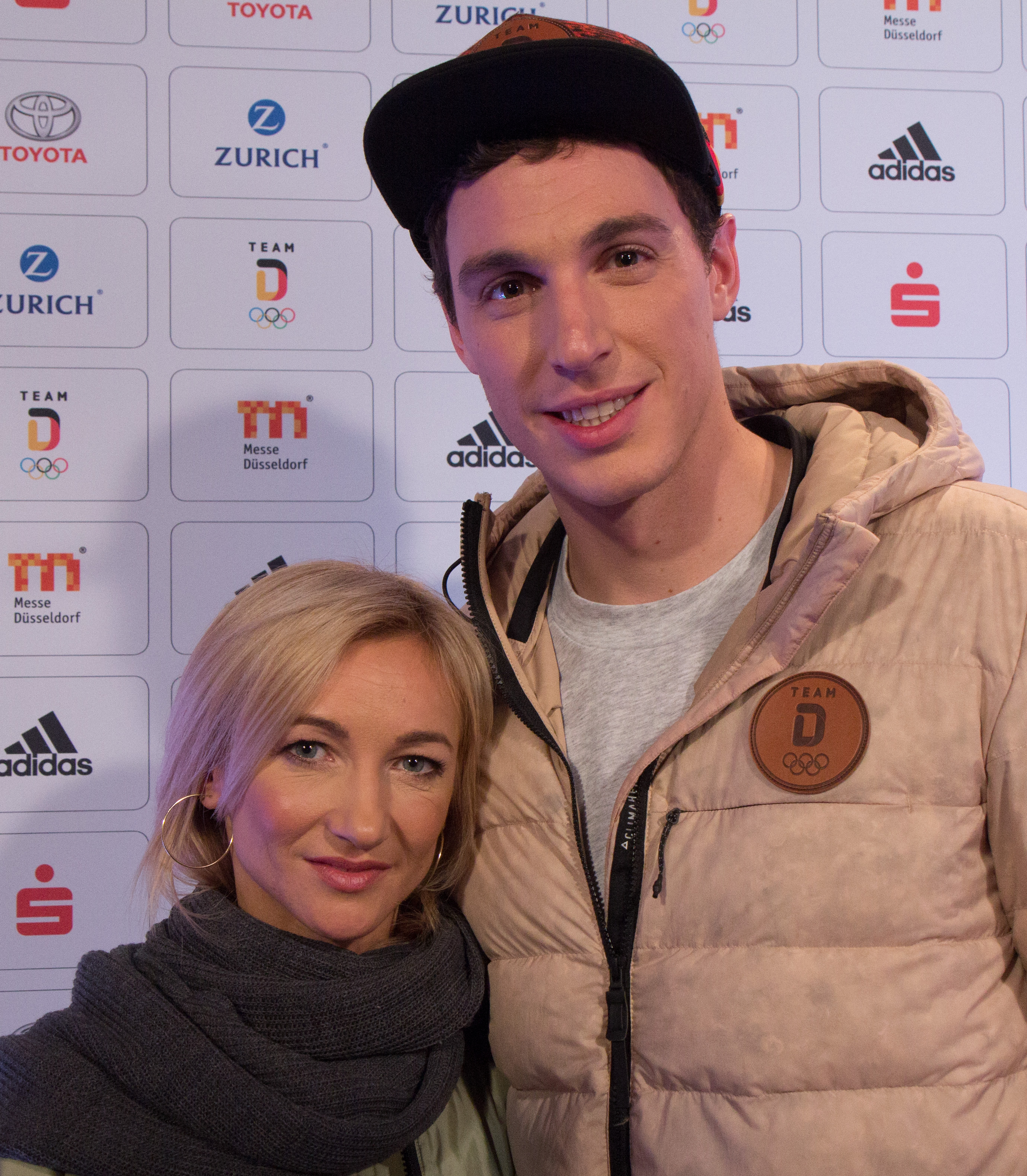
Bruno Massot et Aljona Savchenko en 2017.
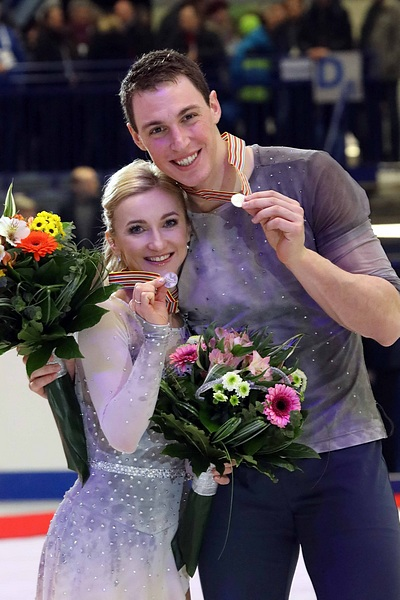
Savchenko et Massot sur le podium des Championnats d'Europe 2017.
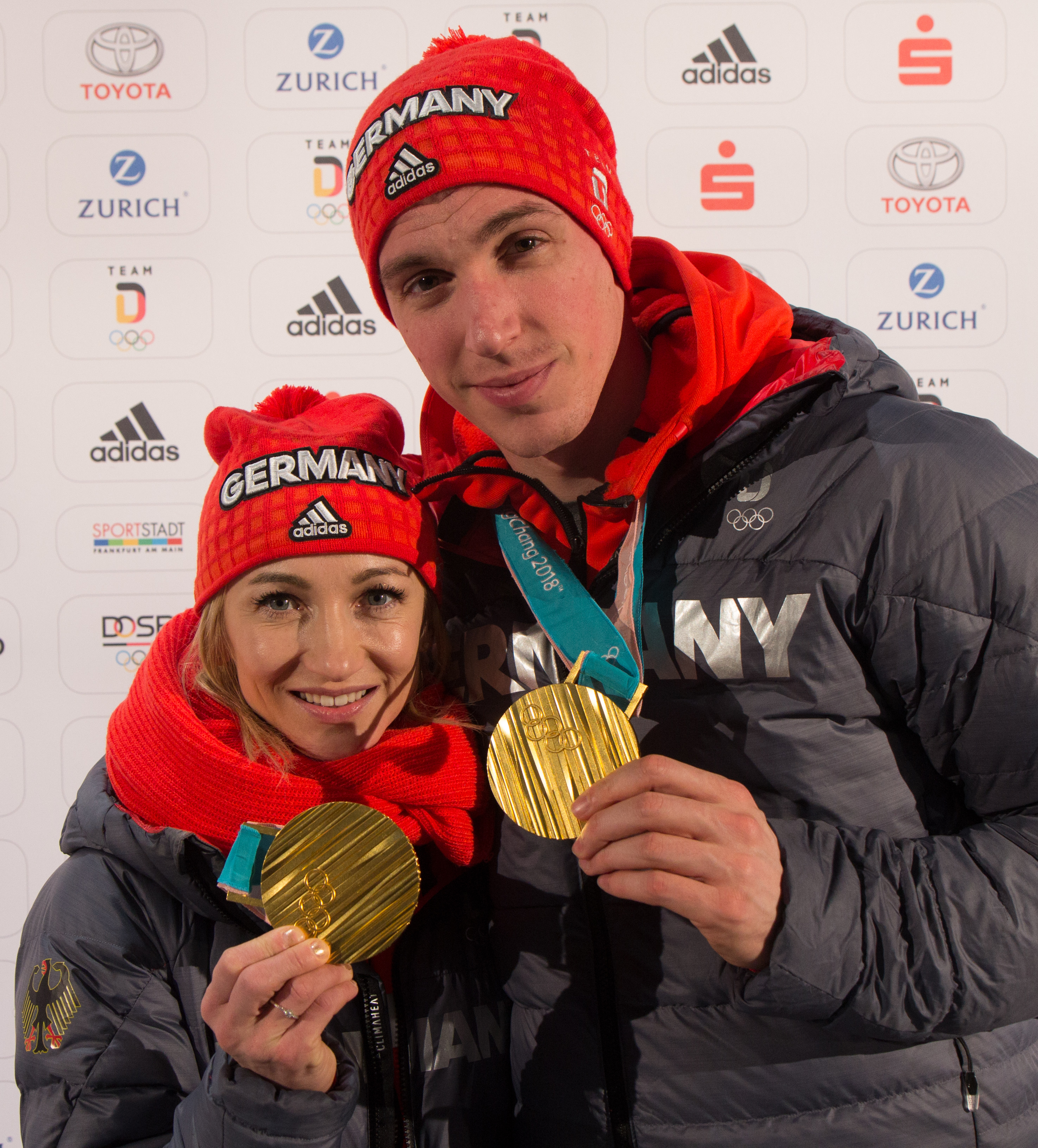
Savchenko et Massot avec la médaille d'or olympique en février 2018.
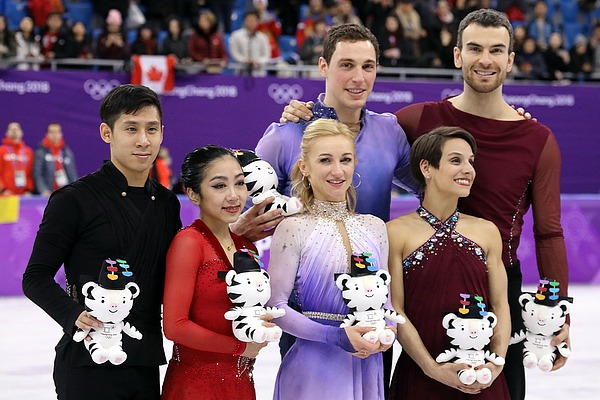
Savchenko et Massot (au centre) sur le podium des Jeux olympiques 2018.

## Palmarès
Avec 4 partenaires :
- Camille Foucher  (2 saisons : 2007-2009)
- Anne-Laure Letscher  (1 saison : 2010-2011)
- Daria Popova  (3 saisons : 2011-2014)
- Aljona Savchenko  (4 saisons : 2014-2018)

| Compétition                   | 2008    | 2009    |  | 2010    | 2011    |  | 2012    | 2013    | 2014    |  | 2015    | 2016    | 2017    | 2018    |
| Jeux olympiques d'hiver       |         |         |  |         |         |  |         |         |         |  |         |         |         | 1er     |
| Championnats du monde         |         |         |  |         |         |  |         |         | 15e     |  |         | 3e      | 2e      | 1er     |
| Championnats d’Europe         |         |         |  |         |         |  | 8e      | 7e      | 11e     |  |         | 2e      | 2e      | F       |
| Championnats de France        | 3e      | 3e      |  |         | 3e      |  | 1er     | 2e      | F       |  |         |         |         |         |
| Championnats d'Allemagne      |         |         |  |         |         |  |         |         |         |  | F       | 1er     | F       | 1er     |
| Championnats du monde juniors | 18e     | 14e     |  |         |         |  |         |         |         |  |         |         |         |         |
|                               |         |         |  |         |         |  |         |         |         |  |         |         |         |         |
| Grand Prix ISU                | 2007/08 | 2008/09 |  | 2009/10 | 2010/11 |  | 2011/12 | 2012/13 | 2013/14 |  | 2014/15 | 2015/16 | 2016/17 | 2017/18 |
| Finale du Grand Prix          |         |         |  |         |         |  |         |         |         |  |         |         | F       |         |
| Skate Canada                  |         |         |  |         |         |  |         | 5e      |         |  |         |         |         |         |
| Coupe de Chine                |         |         |  |         |         |  |         |         | 8e      |  |         |         |         |         |
| Trophée de France             |         |         |  |         |         |  |         | 7e      | F       |  |         |         | 1er     |         |
| Coupe de Russie               |         |         |  |         |         |  |         |         |         |  |         |         | 1er     |         |
| Légende : F= Forfait          |         |         |  |         |         |  |         |         |         |  |         |         |         |         |